# روبرتا بوندار
روبرتا بوندار (به انگلیسی: Roberta Bondar) فضانورد اهل کشور کانادا است که در ۴ دسامبر ۱۹۴۵ میلادی در سو سینت ماری، انتاریو زاده شد. وی در مأموریت اس‌تی‌اس-۴۲ حضور داشته است.